# Rav (Amora)
Rabbi Abba bar Aybo  (hébreu: רבי אבא בר איבו), plus connu sous ses surnoms de Abba Arika,  (judéo-araméen אבא אריכא, « Abba le Long »), et surtout celui de Rav (hébreu: רב, « Maître »), est un rabbin babylonien du IIIe siècle (175 – 247 EC), considéré comme le premier et le plus grand des Amoraim (docteurs du Talmud). Ses discussions avec son ami et contradicteur Chmouel forment la base de ce qui deviendra le Talmud de Babylone. En fondant l'académie talmudique de Soura, il amorce une ascension spirituelle durable du judaïsme babylonien sur le monde juif.
Son œuvre se situe dans période où le judaïsme unifie ses interprétations et pratiques religieuses, en rupture avec la diversité des sectes et écoles préexistantes. Cette unification religieuse se fait dans le cadre du judaïsme rabbinique, lui-même héritier du judaïsme pharisien.
L'importance historique et religieuse de Rav tient à son rôle dans cette structuration vers une forme que le judaïsme rabbinique orthodoxe conservera jusqu'à l'époque moderne.

## Éléments biographiques

### Jeunes années
Né à Kafri (province de Shiraz, Iran), Rav descend d'une illustre famille juive babylonienne, qui faisait remonter son ascendance à Jessé.
Son père, Rabbi Aybo, ainsi que quatre de ses oncles sont également des érudits de renom ; le plus illustre d'entre eux, Rabbi Hiyya, sera l'un des auteurs de la Tossefta (compilation de traditions orales, parallèle à la Mishna, et qui s'en veut complémentaire). 
Comme ce dernier, Rav se rend en terre d'Israël, afin d'étudier auprès des maîtres de Galilée. Rav est d'abord instruit par son oncle, en même temps que son cousin Rabba bar Hana, avant que tous deux ne reçoivent l'enseignement de Rabbi (Juda Hanassi), dont Rav deviendra l'un des plus brillants élèves ; il occupera une place éminente dans le tribunal rabbinique du Nassi, malgré son jeune âge. Cependant, alors que Rabba bar Hana reçoit de Rabbi une ordination complète, celle de Rav comporte certaines restrictions, Rav n'étant pas habilité à examiner les premiers-nés des animaux pour les autoriser ou non à la consommation (peut-être parce qu'il était trop doué dans ce domaine, et aurait pu involontairement induire des disciples en erreur). 
Par ailleurs, au cours d'une période de blâme, Rabbi Hiyya transmet à son neveu la « Torah de Babylonie » ; c'est de la combinaison de ces enseignements que Rav développe sa méthode.
Après la mort de Rabbi, Rav, qui n'a jamais reçu l'ordination rabbinique complète, revient en Babylonie, à la suite de tensions au sein de l'académie. L'année de son arrivée, la 530e du calendrier séleucide (correspondant à l'an 219 de l'ère commune), est considérée dans les annales des académies babyloniennes comme le point de départ chronologique de l'ère talmudique.

### Raven Babylonie
L'arrivée de Rav en Babylonie est d'une telle importance pour la tradition rabbinique que, selon le Talmud, les eaux des fleuves de Babylone se soulèvent à son approche. Il n'en est pas moins le nouvel arrivé, et ses débuts en Babylonie sont difficiles,, en particulier avec son futur contradicteur, Chmouel. Les relations entre les deux hommes s'améliorent ensuite,.
Rav s'installe d'abord à Nehardea, où l'exilarque le nomme agoranomos (inspecteur du marché, qui s'assure que les affaires sont traitées équitablement), tandis que Rabbi Chila lui offre, apparemment sans le connaître, un poste d'amora (judéo-araméen אמורא, orateur, chargé d'expliciter les sujets que le maître a brièvement formulés) dans son école.
À la mort de ce maître, survenue environ un an plus tard, Rav préfère s'effacer devant Chmouel, et lui laisse la direction de l'école de Nehardea. Il part quant à lui fonder une académie à Soura, située non loin de sa ville natale, et à 20 parasanges de Nehardea. Soura, que le Talmud compare à un champ en friche avant l'arrivée de Rav, devient l'un des pôles dominants du judaïsme, indépendant du centre palestinien, et le demeurera jusqu'à la fin de la période des Gueonim.
Rav y subvient à ses besoins et à ceux de sa famille grâce au commerce et l'agriculture, ce qui permet de lui supposer une certaine aisance matérielle. Il jouit du respect de tous, Juifs et Gentils. Le mariage de l'une de ses filles le rapproche de la famille de l'exilarque (chef suprême des communautés juives de Babylonie). Par ailleurs, il entretient des relations cordiales avec les puissants, en particulier Artaban, le dernier roi des Parthes, dont la mort, ainsi que le déclin des Arsacides, l'affecteront fort. Contrairement à Chmouel, Rav ne semble pas avoir recherché l'amitié d'Ardashir, fondateur de la dynastie sassanide.
La descendance de Rav est nombreuse et illustre : plusieurs de ses fils sont mentionnés dans le Talmud ; le plus notable est l'aîné, Rav Hiyya, et son second fils, Aybo, est un commerçant. L'une de ses filles se marie avec Rav Hanan bar Rava, une autre avec le fils de l'exilarque, dont les deux fils, Ravana Oukba et Ravana Nehemia, occuperont successivement le poste d'exilarque, et seront considérés comme représentants de la plus haute aristocratie ; les enfants d'une troisième fille, Aybo et Hizkiya, sont également mentionnés.
Lorsque Rav meurt, à un âge avancé, il est pleuré par de nombreux disciples et l'ensemble de la communauté juive de Babylone,,.

## Œuvre et enseignement

### Introduction de la méthodologie talmudique
Lorsque Rav commence à prodiguer son enseignement, la Mishna vient d'être clôturée par Rabbi, et il n'est pas possible d'y apporter des modifications. Le travail des Amoraïm (les docteurs du Talmud) consiste dès lors à exposer et élucider les opinions de leurs prédécesseurs, les Tannaïm (docteurs de la Mishna), exposées dans la Mishna, ceci afin de déterminer la Halakha (conduite à adopter) en tous cas et toutes circonstances (y compris dans des situations nouvelles ou inédites). 
Pour ce faire, Rav choisit de prendre la Mishna comme texte de base, et de lui comparer d'autres traditions tannaïtiques, dont la Tossefta, la Mekhilta, et des enseignements demeurés oraux ; de cette Guemara (étude) sont dérivées les explications théoriques et les applications pratiques de la Halakha.
Par ailleurs, Rav appartenant à la génération de transition entre les Tannaïm et les Amoraïm, il a le privilège, rarissime pour un Amora, de pouvoir contester les positions des Tannaïm. Pour certains, il serait même le Tanna Rabbi Abba, dont le nom apparaît dans quelques enseignements tannaïtiques non inclus dans la Mishna.
Les opinions légales et rituelles de Rav, qu'elles soient de sa bouche ou rapportées en son nom, forment, avec les Hayavot deRav ouChmouel (débats de Rav et Chmouel), la base des discussions du Talmud de Babylone. De façon générale, en cas de désaccord (ce qui n'était pas systématique), la Halakha suit l'opinion de Rav en matière de permis et interdit religieux, et l'avis de Chmouel pour les questions de droit financier.

### Enseignement éthique et moral
L'enseignement et les méthodes de Rav, bien que différents de ceux de la terre d'Israël, sont néanmoins tributaires de la formation qu'il y reçut. Ainsi, dans l'étude de la Torah, Rav montre une prédilection pour la recherche du sens littéral d'une part, et le midrash aggada (exégèse non-légalistique) d'autre part. Les enseignements de Rav, en particulier ses aggadot, ont été, fait rare pour un Sage babylonien, préservés non seulement dans le Talmud de Babylone, mais aussi dans le Talmud de Jérusalem et les Midrashim palestiniens. S'ils peuvent comporter des investigations de sujets ésotériques, comme le récit du premier chapitre du Livre de la Genèse (Ma'asse Bereshit), celui du Livre d'Ézéchiel (Ma'asse Merkava) ou les Noms divins, ils sont le plus souvent à caractère éthique ou moral.
Rav accorde en effet à la morale un rôle primordial, y voyant non seulement la raison profonde des commandements de la Bible, mais aussi celle de ses récits et des actions de ses protagonistes. Lui-même est aussi soucieux d'accorder son pardon que de le demander, et prend grand soin de ne pas porter atteinte à la sensibilité d'autrui, utilisant de nombreuses précautions oratoires, allant jusqu'à se taire pour ne pas détruire une opinion qui n'est pas la sienne, quand bien même son interlocuteur serait entièrement disposé à reconnaître son autorité en la matière. 
Rav peut en revanche se montrer intransigeant lorsqu'il est question de transgression rituelle, ou des mœurs. Il veille particulièrement, au moyen de plusieurs taqqanot (décrets), à faire prospérer les mariages, recommandant de ménager les sentiments de l'épouse, de ne pas s'engager avec une femme avant de l'avoir rencontrée, de ne pas entamer de négociations prénuptiales si la future femme est trop jeune, et de ne pas marier des personnes avec une trop grande différence d'âge.
De plus, comme nombre de ses maîtres galiléens, Rav mène une vie pieuse, vouée à l'étude et austère, tout en réprouvant l'ascétisme mené à l'excès,. 
Il exerce ainsi, par son exemple, une profonde influence sur les conditions morales et religieuses de ses disciples (qui l'appellent « notre grand maître ») et de sa terre natale.

### Liturgie
Rav porte une attention toute particulière à la liturgie. Sa composition la plus notable dans le domaine est la Teqiata deRav de l'office de Moussaf de Roch Hachana, dont la prière finale, Aleinou leshabeah, a été ultérieurement incorporée dans les 3 offices quotidiens du judaïsme.
La supplication par laquelle il terminait chacune de ses propres prières est devenue la bénédiction du chabbat précédant le nouveau mois. Il a également réalisé, en collaboration avec Chmouel, la prière Vetodiènou récitée la veille d'un jour férié qui a lieu le samedi soir, à l'issue du chabbat.

### Structuration des centres d'étude
Bien que souvent décrite comme une terre d'ignorance avant l'arrivée de Rav, la Babylonie possédait de nombreux centres d'études de la Torah, et avait commencé à développer ses méthodes propres. Néanmoins, les modifications qu'y apporte Rav lui donnent une importance inédite auparavant.
Rav ambitionne de fonder un centre spirituel influençant l'ensemble des Juifs babyloniens. Il adjoint rapidement à la sidra qu'il a fondée (elle ne sera appelée metivta qu'une génération plus tard) la guinata deBei Rav, un vaste champ dont le produit sert à l'entretien de l'académie et de ses étudiants. Après avoir établi son propre tribunal, la sidra de Soura étant, contrairement aux académies en terre d'Israël, éloignée du Sanhédrin, Rav institue, ou du moins établit fermement, la tradition des yarḥe kalla (judéo-araméen babylonien : ירחי כלה mois de l'assemblée). Ainsi, outre ses cours dispensés le matin et le soir aux étudiants réguliers, Rav accueille lors des mois de la morte-saison agricole, en adar et en elloul, ceux qui possèdent une occupation professionnelle permanente. L'enseignement est articulé sur un thème, qui a été désigné à la fin de la kalla précédente, permettant à tous de s'y préparer.
Selon le Talmud, l'école de Rav aurait accueilli, du vivant de celui-ci, 1200 étudiants réguliers. De nombreux étudiants sont mentionnés par le Talmud, rapportant des enseignements en son nom, parmi lesquels Rav Houna, Rav Yehouda, Rav Hisda, Rav Guidel, Rav Zoutra bar Touvia, Rav Hanan bar Rabba, Rav Hiyya bar Achi, Rav Hananel, Rav Yirmiya bar Abba, Rabba bar Avouya, et de nombreux autres.

Ces disciples (dont la plupart étudient également auprès de Chmouel), propagent et amplifient ses enseignements par leurs propres discussions et élaborations.
Son plus brillant élève, Rav Houna, lui succède à la tête de l'académie de Soura, tandis que Rav Yehouda fonde l'académie de Poumbedita.